# Alternanthera flava
Alternanthera flava är en amarantväxtart som först beskrevs av Carl von Linné, och fick sitt nu gällande namn av Mears. Alternanthera flava ingår i släktet alternanter, och familjen amarantväxter. Inga underarter finns listade i Catalogue of Life.